# Periplaneta quadrinotata
Periplaneta quadrinotata är en kackerlacksart som beskrevs av Karlis Princis 1950. Periplaneta quadrinotata ingår i släktet Periplaneta och familjen storkackerlackor. Inga underarter finns listade i Catalogue of Life.